# Stig Wallin
Stig Wallin, född 19 juni 1943 i Sandviken, död 5 december 2009 i Härnösand, var en svensk antirasistisk aktivist. Han blev känd som ledare för den antirasistiska kampanjen 5i12-rörelsen och som ordförande i Centrum mot rasism fram till mars 2006.
Fem i tolv-rörelsen bildades i Härnösand 1988 av ungdomar som reagerade mot trakasserier av flyktingar. Rörelsens namn kom av att de höll manifestationer klockan fem i tolv om söndagsförmiddagarna. En av medlemmarna var Stig Wallins sjuttonåriga dotter Sara Vestin, som år 1989 mördades av en flykting. Detta ledde till att Stig Wallin engagerade sig i rörelsen.
Wallin var tillsammans med sin hustru bosatt i Härnösand. Han hade tidigare arbetat som ombudsman hos Vårdförbundet. För sitt humanitära arbete belönades han med följande utmärkelser: Årets vänligaste svensk (1993), H. M. Konungens medalj (1992), Utrikespressens förenings pris (1994), Humanpriset (1996) och "Lokala Nobels fredspris", utdelat av radiostationen Radioguld (1998).